# Patate
Patate – miasto w Ekwadorze, w prowincji Tungurahua, siedziba kontonu Patate.